# Lomatia leucopsis
Lomatia leucopsis är en tvåvingeart som beskrevs av Hesse 1956. Lomatia leucopsis ingår i släktet Lomatia och familjen svävflugor. Inga underarter finns listade i Catalogue of Life.